# Довженко Сергій Іванович
Сергій Іванович Довже́нко (нар. 30 червня 1972, Маріуполь, Донецька область, УРСР) — серійний вбивця з України, колишній оперуповноважений маріупольскої міліції. Зізнався у 19 вбивствах, скоєних у між листопадом 1999 і травнем 2002 року в Маріуполі. В числі його жертв — 12-річна дівчинка, чотири співробітника МВС України і один громадянин Югославії.

## Життєпис
Народився 1972 року у Маріуполі. Навчався в Маріупольському комерційному технікумі за спеціальністю «товарознавець», служив у армії. Займався боксом. Колишній двократний віце-чемпіон України з боксу, майстер спорту. Був приватним підприємцем на ринку, потім працював у маріупольській фірмі «Цитадель». Після звільнення не довготривалий час працював в міліції (з урахуванням школи міліції та стажування — 10 місяців).

### Передісторія
В ніч на 18 червня 1997 року, коли Довженко вже служив в міліції, на офіс його колишніх роботодавців — фірми «Цитадель» — був скоєний озброєний напад. Був вбитий охоронець Сергій Мітченко і з сейфу зникло 5 тисяч грн. На місці злочину були знайдені гільзи від пістолета ПМ. Підозра впала на Довженка.
27 червня 1997 року він був заарештований на робочому місці. Експертиза табельної зброї Довженко довела, що жертва була вбита з цього пістолета. Довженко скористався допомогою свого брата Валерія, директора юридичної фірми в Маріуполі, і довів свою невинність. За результатами повторної експертизи в Києві, Довженко зміг довести, що перша експертиза була сфабрикована. Під час слідства Довженко відбув вісім місяців під вартою. 30 березня 1998 року був випущений на свободу, але звільнений з органів внутрішніх справ за підробку документів (фальсифікований запис в трудовій книжці).
За словами адвоката Довженка, після звільнення він неодноразово намагався влаштуватися на роботу, в тому числі і в правоохоронні органи, однак посадові особи категорично відмовляли йому, що, на його думку, і спровокувало перетворення Довженко на серійного вбивцю. Колишній міліціонер вирішив мстити своїм кривдникам.

### Вбивства
Зі слів Довженка, першою жертвою помсти став колишній начальник — власник фірми «Цитадель» Володимир Чекмак. Саме він першим запідозрив свого зі скандалом звільненого колишнього співробітника в нападі на офіс фірми. За словами Довженка, він близько місяця спостерігав за Чекмаком. Під час віялового відключення електрики 19 листопада 1998 року Довженко нібито пробрався до будинку жертви і переодягнувся в сусідньому під'їзді в міліцейську форму. Коли Чекмак приїхав на автомобілі і відкрив передні дверці, Довженко розстріляв його з обріза помпової рушниці дванадцятого калібру.
Чекмак все ще був живий, Довженко перерізав йому горло ножем. Потім погнався за товаришем Чекмака Ігорем Каримовим, якого нібито прийняв за начальника відділу кадрів «Цитаделі», і також убив. Крім того були поранені водій Андрій Любичев і комерційний директор «Цитаделі» Сергій Шатуров, який також був у машині. Тією ж ночі до Довженка приходили працівники міліції, проте вони нічого не знайшли під час обшуку, а дружина Довженка підтвердила його алібі.
Далі Довженко вирішив помститися колишнім колегам по службі. Здійснюючи вбивства, він сподівався погіршити показники розкриваності і, тим самим, добитися звільнення відповідальних міліційних начальників.
Наступною жертвою вбивці стала Валентина Гладиліна, яка займалася торгівлею парфумерією на ринку. 17 квітня 1999 року, переодягнувшись в міліційну форму, Довженко зустрів Гладиліну в під'їзді її будинку і пред'явив підробне посвідчення співробітника міліції. Гладиліна подумала, що з нею хочуть поговорити з приводу крадіжки в її будинку і запросила до себе. Довженко вбив її і викрав у жертви тисячу доларів. Для цього він застосував пістолет, куплений у свого приятеля Віталія Шемякова. Його особливістю була наявність п'яти нарізів замість стандартних чотирьох.
Цю ж зброю вбивця застосував і 27 червня 1999 року для вбивства капітана міліції Олександра Кокіна і його дружини Катерини. Також була поранена теща капітана Галина Крохалєва. За свідченнями жінки, що вижила, Довженко був зі спільником.
10 вересня 1999 року Довженко вбиває Людмилу Шевченко і її сина Сергія. Шевченки раніше давали в газету оголошення про продаж відеокамери.
13 грудня 1999 року були убиті Іван Вакуленко і його син Віталій. Батько з сином продавали комп'ютер.
7 липня 2000 року Довженко вбиває Віталія Шемякова. Шемяков, стежачи за хронікою подій в пресі, звернув увагу на «атипове» знаряддя вбивства (пістолет з п'ятьма нарізами). Він знав що саме такий він продав Довженку 1999 року. Шемяков почав шантажувати Довженка, вимагаючи велику суму грошей за мовчання. Довженко приїхав до нього додому і убив приятеля, перерізавши йому горло.
15 грудня 2000 року вбивця розстрілює міліційний патруль. Співробітники міліції Олександр Роговець, Володимир Федоренко і Андрій Карпенко спробували затримати Довженка, коли він ніс за пазухою зброю, щоб переховати. Наблизившись до них, він відкрив вогонь одночасно з обріза і пістолета, потім добив поранених на землі, забравши у одного з них пістолет. Федоренко і Карпенко загинули на місці, важко поранений Роговець був доставлений в лікарню, проте від отриманих поранень помер.
У цей час за вбивство Віталія Шемякова був засуджений Єгоров. Мати Шемякова Клавдія Бондаренко не вірила в те, що фізично слабкий Єгоров міг впоратися з її сином. Крім того, вона підтримувала версію преси про те, що вбивця колишній військовослужбовець або міліціонер. Вона могла запідозрити приятеля сина — Сергія Довженка. 27 червня 2001 року він вбиває Клавдію Бондаренко у неї вдома. Також, «щоб відвести підозри», він інсценує напад з пограбуванням на сусідів Бондаренко, в ході якого вбиває Галину Іванову і її 12-річну онучку Таню. З квартири Іванових він поніс близько 3 тисяч доларів.
17 травня 2002 року Довженко вбиває Артура Фролкова і Ацо Симовича, що дали оголошення про продаж ноутбука.

## Вибір жертв
За словами злочинця, вибір жертв був випадковий і обумовлювався територією. Він купував газету з оголошеннями і шукав ті пропозиції, де повідомлялося про продаж дорогих речей. Визначивши в якому районі живе продавець і кому з його колишніх товаришів по службі, дістанеться розслідування злочину, він готувався до вбивства, а гроші і майно брав, щоб «прогодуватися».

## Арешт і суд
Довженко був заарештований 17 травня 2002 року після вбивства Симовича і Фролкова. 9 січня 2003 року в Приморському суді Маріуполя почався судовий розгляд. У ході слідства Довженко зізнався в 19 вбивствах.
8 вересня 2003 року Апеляційний суд Донецької області ухвалив рішення про визнання підсудного винним в здійсненні 17 вбивств. По одному з епізодів — вбивство Чекмака і Каримова — Довженко виправданий. Свідки Любичев і Шатуров не впізнали в підсудному нападника. Довженко був засуджений до довічного позбавлення волі.
У листопаді 2003 року Довженко відмовився від своїх свідчень і направив до Верховного суду України прохання про перегляд справи. У травні 2006 року Верховний суд, розглянувши скаргу Довженка, залишив вирок без змін.
Вбивства Сергія Мітченко, Володимира Чекмака і Ігоря Каримова не були розкриті.

## Мотив
Виступаючи на суді, Довженко про мотиви своїх злочинів заявив: «Майже усі вбивства були здійснені з однією метою — покарати тих, хто наді мною знущався. Я хотів покарати старших». За його версією, Довженко мстився співробітникам міліції за те, що його били після затримання за підозрою у вбивстві Сергія Мітченко. У інтерв'ю газеті «2000» він заявив, що «вони вкрали у мене майбутнє», пояснивши, що після звільнення він так і не зміг знайти пристойну роботу. Як з'ясувалося в ході слідства, Довженко відчував збочене задоволення від вбивств, і був визнаний осудним.
За версією слідства, Сергій Довженко діяв за корисливими мотивами, його жертвами ставали випадкові жителі Маріуполя, оголошення, що давали, в газеті про продаж цінних речей.
Згідно з висновком судово-психологічної експертизи Довженко «потайний, амбітний, мстивий, має риси лідера, мотив злочинів — користь і помста, трансформовані внутрішніми несвідомими маргінальними і некрофільними тенденціями особи».

## Несправедливо засуджений
За вбивство Шемякова була засуджена інша людина — неодноразово судимий Єгоров. Хворий на туберкульоз Єгоров помер у в'язниці і був виправданий посмертно.

## Сім'я
- Одружений, дітей не має.
- Брат — Валерій, директор юридичної фірми, хотів виступати захисником Сергія Довженка під час процесу, але був викликаний судом як свідок.